# Veronika Fischer
Veronika Fischer (Wölfis, 28 juillet 1951) est une chanteuse allemande. 

## Titres
Sa chanson In jener Nacht a atteint la première place au Jahreshitparade en 1975.